# Skit (muzyka)
Skit – utwór muzyczny, jest przerywnikiem między utworami, często znajdujący się na płytach gatunku rap. Jest on krótkim, liczącym od kilku do kilkudziesięciu sekund utworem, w którym wstawiane są różne dźwięki, dialogi i innego rodzaju niż w zwykłych piosenkach nagrania. Czasami skity są po prostu krótkimi piosenkami. 
Najczęściej mają one na celu krótkie przerywanie płyty lub dodanie większej liczby utworów, by zachęcić słuchacza do kupna albumu. Niekiedy mają również na celu przekazanie pewnych wartości lub mają za zadanie rozbawić słuchacza. Mogą również mieć za zadanie wprowadzać słuchacza do kolejnego utworu. 
Pojęcie ma także związek z gatunkiem muzyka alternatywna.